# Лесное (Неманский городской округ)
Лесное — посёлок в Неманском городском округе Калининградской области России.

## Население
| 2002 | 2010 |
| ---- | ---- |
| 390  | ↘289 |

## История
В 1897 году в Гросс Ленкенингкене была построена кирха.
В 1938 году Гросс Ленкенингкен был переименован в Гросс Ленкенау.
В 1946 году Гросс Ленкенау был переименован в посёлок Лесное.
Посёлок входил в состав упразднённого Неманского городского поселения.